# بلانکو (تگزاس)
بلانکو، تگزاس(به انگلیسی: Blanco, Texas) شهری در ایالت تگزاس از ایالات جنوبی ایالات متحده آمریکا است. در سرشماری سال ۲۰۰۰، جمعیت این شهر ۱۵۰۵ نفر اعلام شد.